# تراسا پادوانا
تراسا پادوانا (به ایتالیایی: Terrassa Padovana) یک کومونه در ایتالیا است که در استان پادووا واقع شده‌است.

## خصوصیات
تراسا پادوانا ۱۴٫۷ کیلومترمربع مساحت و ۲٬۳۲۱ نفر جمعیت دارد و ۶ متر بالاتر از سطح دریا واقع شده‌است.